# Ctenolepis cerasiformis
Ctenolepis cerasiformis är en gurkväxtart som först beskrevs av John Ellerton Stocks, och fick sitt nu gällande namn av Charles Victor Naudin. Ctenolepis cerasiformis ingår i släktet Ctenolepis, och familjen gurkväxter. Inga underarter finns listade i Catalogue of Life.